# Japans ishockeyforbund
Japans ishockeyforbund (japansk: 日本アイスホッケー連盟) er det styrende organ for ishockey i Japan. De blev medlem af IIHF den 26. januar 1946, og var det første asiatiske land der kom med. De er rangeret på en 22 og 11, plads på henholdsvis mændenes og kvindernes verdensrangliste.